# ریچارد پاجکو
ریچارد پاجکو (انگلیسی: Richard Pacheco؛ متولد هاوارد مارک گوردون؛ زاده ۵ مهٔ ۱۹۴۸) بازیگر، نویسنده و کارگردان سابق فیلم‌های پورنوگرافی اهل ایالات متحده آمریکا است که در اواسط دهه ۱۹۸۰ بازنشسته شد.
او در بیش از ۱۰۰ فیلم و ویدئو ظاهر شد. او برنده جوایز متعدد فیلم بزرگسالان برای بهترین بازیگر مرد، بهترین بازیگر نقش مکمل مرد و بهترین کارگردانی شده‌است.